# Dăneasa
Dăneasa es una comuna ubicada en el distrito de Olt, Rumania.

## Superficie
Posee una superficie de 57,32 kilómetros cuadrados.

## Demografía
Hasta 2021 la población era de 3217 habitantes, con una densidad de población de 56,12 habitantes por kilómetro cuadrado.